# San Antonio el Brillante
San Antonio el Brillante är en ort i Mexiko.   Den ligger i kommunen El Bosque och delstaten Chiapas, i den sydöstra delen av landet, 700 km öster om huvudstaden Mexico City. San Antonio el Brillante ligger 1 266 meter över havet och antalet invånare är 326.
Terrängen runt San Antonio el Brillante är varierad. Runt San Antonio el Brillante är det ganska tätbefolkat, med 166 invånare per kvadratkilometer. Närmaste större samhälle är Bochil, 11,4 km väster om San Antonio el Brillante. I omgivningarna runt San Antonio el Brillante växer i huvudsak städsegrön lövskog.